# Alexis Sabella
Alexis Amadeo Sabella (Florentino Ameghino, Argentina; 20 de junio de 2001) es un futbolista argentino origen italiano. Juega de centrocampista en Magallanes de la Primera B de Chile. También se desempeña como extremo por ambas bandas y enganche.

## Trayectoria

### San Lorenzo
Debutó profesionalmente el 7 de noviembre de 2020 frente a Estudiantes de La Plata, ingresando a los 77 minutos por su compañero Lucas Menossi.

### Platense
Alexis llega a Platense el 30 de mayo de 2022, por un préstamo con San Lorenzo de Almagro, y se mantiene hasta mediados de 2023. Finalizado el préstamo, regresa al Club propietario de su ficha.

### Colón de Santa Fe
El 23 de enero de 2024, el Club Atlético San Lorenzo de Almagro dueño de su ficha, anuncia la cesión de Alexis Sabella a Colón 

## Clubes
Actualizado al 10 de abril de 2023
| Club              | País      | Año       | Partidos | Goles |
| ----------------- | --------- | --------- | -------- | ----- |
| San Lorenzo       | Argentina | 2020-Act. | 37       | 3     |
| Platense (Cedido) | Argentina | 2022-2023 | 18       | 1     |
| San Lorenzo       | Argentina | 2023      |          |       |
| Colón (Cedido)    | Argentina | 2024      | 24       | 2     |